# Bączek (broń strzelecka)

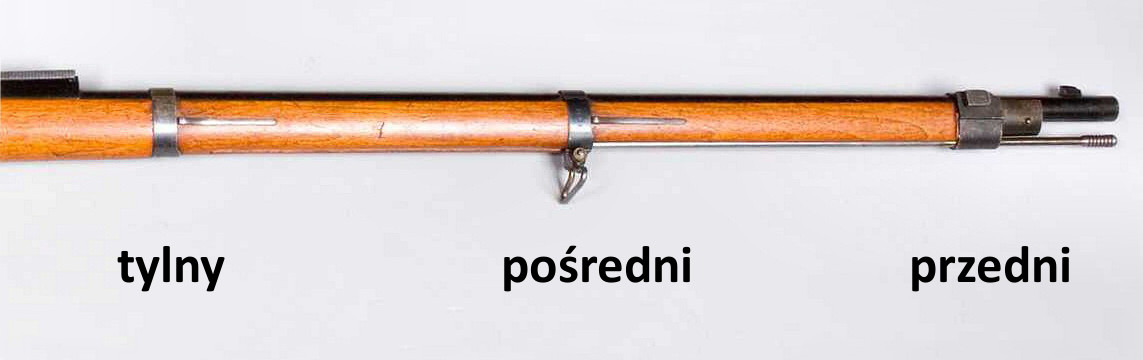
Trzy bączki (tylny, pośredni i przedni) na przykładzie karabinu Mauser Gew71

Bączek – metalowy, sprężysty pierścień łączący ze sobą lufę, łoże i nakładkę w starszych typach broni strzeleckiej. 
W broni europejskiej najczęściej stosowano dwa bączki, rzadziej trzy natomiast w broni wykonywanej na terenach bliskiego wschodu i w północnej Afryce często stosowano od kilku do kilkunastu bączków (np. strzelby Kabylów z Afryki Płn.). Bączki były stosowane głównie w broni wojskowej jako rozwiązanie pozwalające na szybkie rozkładanie i składanie broni.